# Peg Hillias
Peg Hillias (Council Bluffs, 24 giugno 1914 – Kansas City, 18 marzo 1960) è stata un'attrice statunitense.
Debuttò nel cinema nel 1951, interpretando Eunice, la vicina di casa, in Un tram che si chiama Desiderio, con Vivien Leigh e Marlon Brando.
Continuò la sua carriera per altri 8 anni, interpretando circa 30 ruoli, soprattutto televisivi.
Morì nel 1960, a 45 anni, per cause rimaste sconosciute.

## Filmografia parziale
- The Doctor – serie TV, episodi 1x29-1x42 (1953)
- Matinee Theatre – serie TV, episodio 1x04 (1955)
- Telephone Time – serie TV, episodio 2x15 (1956)